# Cercocarpus rzedowskii
Cercocarpus rzedowskii är en rosväxtart som beskrevs av J. Henrickson. Cercocarpus rzedowskii ingår i släktet Cercocarpus och familjen rosväxter. Inga underarter finns listade i Catalogue of Life.